# Khaneh Isfahan
Khaneh Isfahan (en persan : خانه اصفهان) est une commune iranienne de la province d'Ispahan. Ville nouvelle située dans la banlieue Nord d'Ispahan, cette commune à vocation essentiellement résidentielle est intégrée à la métropole.